# 12-Sai
12-Sai (12歳 lit 12 años) es una serie de manga creada e ilustrada por Nao Maita, Fue serializado en la revista Ciao  de Shogakukanen agosto de 2012 y finalizó en octubre de 2019. los cuales fueron compilados en veinte volúmenes. Tuvo una adaptación a  OVA que se emitió en abril de 2014 un videojuego y una adaptación a anime que se emitió en 2016.

## Trama
Hanabi Ayase y su mejor amiga, Yui Aoi, son estudiantes de sexto grado de primaria en la escuela. Cuando a Hanabi la asignan para hacer equipo con Yuuto Takao para una tarea escolar, ella comienza a enamorarse de él y ambos empiezan a salir. Yui posteriormente se enamora de Kazuma Hiyama, después de que él la defiende de un compañero de clase que habló mal de Yui a sus espaldas, y empiezan a salir también.

## Personajes

### Personajes principales
Hanabi Ayase (綾瀬 花日 Ayase Hanabi?)
Voz por: [[Ai Kakuma]]
Hanabi es una de las coprotagonistas principales  y es parte del trío de amigas con Yui y Marin. Ella es muy infantil, desde su apariencia hasta su comportamiento, suele llegar con su cabello agarrado en 2 coletas y posee un encanto inocente que la hace ajena a las acciones de sus compañeros de clase a menos que sean muy obvias. Ella se acerca a Yuuto durante una clase de música cuando su maestra les pide que trabajen con el compañero de clase que tengan a la par luego de que la maestra los viera discutir, para que socialicen, que resulta ser él. Inicialmente ajena a sus sentimientos por ella, finalmente desarrolla sentimientos por él cuando se besan accidentalmente al ver a su maestra besar. Tiene una rivalidad unilateral con Cocoa, quien es la chica más popular de su clase y quiere ser la novia de Yuuto, ya que cree que son una pareja perfecta.
Yui Aoi (蒼井 結衣 Aoi Yui?)
Voz por: Nanami Haruno (OVA); Juri Kimura (TV series)
Yui es la otra coprotagonista de la serie junto con Hanabi y es parte del trío de chicas en el que están Hanabi y Marin. Ella se está desarrollando tanto física como mentalmente como la más temprana del grupo, pero todavía se siente insegura debido a la ausencia de una figura maternal que la ayude, por lo que a menudo le pregunta a Marin. Proyectando un aire de estudiante modelo, a Yui inicialmente no le gusta Hiyama debido a su actitud delincuente y su pasatiempo de burlarse de ella, pero llegó a agradarle después de que le ayudara a encontrar un objeto muy valioso para ella y posteriormente llegara a defenderla de alguien que hablaba mal de ella.
Yuuto Takao (高尾 優斗 Takao Yūto?)
Voz por: [[Sōma Saitō]]
Yuuto es el novio de Hanabi y es muy cariñoso con ella. Es el chico más popular de la escuela, es guapo y tiene una apariencia mayor lo que hace atraer a las chicas de la escuela, en especial a Cocoa, Él desarrolla sentimientos por Hanabi al principio de la historia y la besa accidentalmente en la azotea, siendo también su primer beso. Empiezan a salir y se convierten en la primera pareja real de la Clase 6-2.
Kazuma Hiyama (桧山 一翔 Hiyama Kazuma?)
Voz por: [[Yūichi Iguchi]] (OVA/game); Shun Horie (TV series)
Kazuma es el novio de Yui y aunque al principio tiene un comportamiento similar al de un bullie, dentro de él tiene un gran corazón. Al estar enamorado de Yui al principio de la serie, lo disimula burlándose de ella y guiando a parte de los chicos a molestarla para irritarla, pero dejó de hacerlo poco después de que ella tuviera su primer periodo. Ayuda a Yui a encontrar un objeto precioso que perdió con lo cual se intensifican sus sentimientos y posteriormente se pelea con alguien de la clase que empezó a hablar mal de ella. Comienzan a salir y se convierten en la segunda pareja de la Clase 6-2 después de Hanabi y Yuuto.

### Personajes secundarios
Marin Ogura (小倉まりん Ogura Marin?)
Voz por: [[Mayuki Makiguchi]]
Es la mejor amiga de Hanabi y Yui y es parte del trío que ellas forman. Suele estar con una cola de caballo la mayor parte del tiempo. Ella piensa que los chicos de su edad son inmaduros, no obstante ayuda a sus amigas durante sus problemas amorosos actuando como una consejera amorosa, transmitiéndoles la sabiduría de una hermana mayor, que aparentemente ha tenido varios novios.
Cocoa Hamana (浜名 心愛 Hamana Kokoa?)
Voz por: [[Sayuri Hara]]
Cocoa es compañera de clase Yui y también su rival amorosa por Yuuto. Ella hace todo lo posible para convertirse en su novia, recurriendo incluso a medios deshonestos . Frente a la gente, actúa como alguien dulce e inocente, pero sus actos son crueles para hacer que Hanabi pierda su autoestima y confianza.
Ayumu Tsutsumi (堤 歩 Tsutsumi Ayumu?)
Voz por: [[Tetsuya Kakihara]]
Amigo de la infancia de Hanabi que acaba de regresar de Tokio. Él también desea ser su novio.
Eikou (エイコー Eikō?)
Voz por: Takumi Watanabe
Eikou es estudiante de la Clase 6-2 y uno de sus bromistas. Se burla de las chicas, hace rankings de popularidad de las chicas (cuya ganadora la mayor parte del tiempo Cocoa) y recopila los "pensamientos dorados" de Yuuto.
Tomoya (トモヤ?)
Voz por: [[Taishi Murata]]
Tomoya es compañero de clases de Eikou y siempre hace lo mismo que el (burlarse de las chicas, hacer los rankings de popularidad y recopilar los pensamientos de Yuuto).
Inaba Mikami (三上 稲葉 Mikami Inaba?)
Voz por: [[Atsushi Tamaru]] (game); Shinnosuke Tachibana (TV series)
Inaba es una compañera de estudios de la escuela intensiva de Yui que se interesó en Yui después de enterarse de que tenía novio.

## Media

### Manga
Volúmenes
- 1 (1 de marzo de 2013) [6]
- 2 (1 de julio de 2013) [7]
- 3 (29 de noviembre de 2013) [8]
- 4 (1 de julio de 2014) [9]
- 5 (30 de octubre de 2014) [10]
- 6 (27 de febrero de 2015) [11]
- 7 (27 de julio de 2015) [12]
- 8 (23 de diciembre de 2015) [13]
- 9 (27 de abril de 2016) [14]
- 10 (29 de noviembre de 2016) [15]
- 10.5 (26 de diciembre de 2016) [16]
- 11 (2 de marzo de 2017) [17]
- 12 (21 de julio de 2017) [18]
- 13 (29 de noviembre de 2017) [19]
- 14 (30 de marzo de 2018) [20]
- 15 (1 de agosto de 2018) [21]
- 16 (27 de febrero de 2019) [22]
- 17 (1 de julio de 2019) [23]
- 18 (31 de octubre de 2019) [24]
- 19 (26 de diciembre de 2019) [25]
- 20 (1 de julio de 2020) [26]

### Anime

#### OVA
El tema final es "12-Year-Old's Love" (恋の12歳 Koi no 12-Sai?)  de "Singing Cat's Song Company" (うたたねこ歌劇団 Utata Neko Uta Gekidan?)  .
Primera Estación 

#### Anime
El anime tuvo una temporada de 24 episodios dividida en dos tandas, la primera se emitió en abril de 2016, mientras que la segunda se emitió en octubre de ese mismo año. El tema de apertura en los episodios 1-12 es "Sweet Sensation" de Rie Murakawa, mientras que el tema final es "Cotona MODE" de AŌP ,mientras que el tema de apertura en los episodios 13-24 es "Ano ne, Kimi dake ni" de AŌP, mientras que el tema final es "Yuuki no Tsubasa" de Machico .

## Recepción
El volumen 3 llegó el puesto 47 en la lista semanal de manga de Oricon  y, en su momento al 8 de diciembre de 2013, había vendido 36.632 copias; el volumen 4 llegó al puesto 20  y, al 13 de julio de 2014, había vendido 53.162 copias; el volumen 5 llegó al puesto 38  y, al 9 de noviembre de 2014, había vendido 50.161 copias.
Fue nominado a Mejor Manga Infantil en la 38.ª edición de los Kodansha Manga Awards. En 2019, ganó el 64.º Premio Shogakukan Manga en la categoría kodomo.